# Jorge Solórzano Pérez

Bischofswappen von Jorge Solórzano Pérez

Jorge Solórzano Pérez (* 23. März 1961 in San Andrés de la Palanca, Departamento Managua, Nicaragua) ist ein nicaraguanischer Geistlicher und römisch-katholischer Bischof von Granada. 

## Leben
Der Erzbischof von Managua, Miguel Obando Bravo SDB, weihte ihn am 29. März 1985 zum Priester.
Papst Johannes Paul II. ernannte ihn am 17. Juni 2000 zum Titularbischof von Theuzi und zum Weihbischof in Managua. Die Bischofsweihe spendete ihm der Erzbischof von Managua, Miguel Kardinal Obando Bravo SDB, am 13. Juli desselben Jahres; Mitkonsekratoren waren Leopoldo José Brenes Solórzano, Bischof von Matagalpa, und César Bosco Vivas Robelo, Bischof von León en Nicaragua. 
Am 15. Oktober 2005 wurde er zum Bischof von Matagalpa ernannt und am 3. Dezember desselben Jahres in das Amt eingeführt. Papst Benedikt XVI. ernannte ihn am 11. März 2010 zum Bischof von Granada.